# OpenProject
OpenProject — серверний багатоплатформний вебдодаток написаний на вебфреймворку Ruby on Rails для управління проектами. Розробка компанії ChiliProject.

## Функції
- Управління проєктами та віхами
- Відстежування помилок
- Wiki
- Управління документами
- Форум
- Новини проєкту

## OpenProject Foundation
OpenProject Foundation було засновано розробниками та користувачами OpenProject у жовтні 2012 року. 
Асоціація забезпечує організаційну основу для технічних рішень і поширення, прискорення й увічнення розвитку по всьому світу завдяки спільноті та команді розробників повного робочого дня, що фінансуються членами фонду OpenProject.
Асоціація спрямована на досягнення наступних цілей:
1. створення і розвиток активного та відкритої спільноти розробників, користувачів та компаній для безперервного розвитку програмного забезпечення проєкту OpenProject з відкритим вихідним кодом;
2. визначення та розробка концепції проєкту, кодексу поведінки та принципів застосування;
3. створення політики в області розвитку і забезпечення її дотримання;
4. визначення і розвиток процесів розробки та забезпечення якості;
5. надання вихідного коду для громадськості;
6. забезпечення та експлуатації платформи OpenProject.

Асоціація не переслідує жодних економічних цілей.

## Історія
OpenProject розробляється з 2010 року, разом з предком проєкту ChiliProject. Первісною мотивацією для цього відгалуження було вимоги  членів-засновників OPF  до продуктивності, безпеки та доступності, які не могли бути досягнені за допомогою плагінів до Redmine або ChiliProject.

## Подальший розвиток
Поточний розклад випусків та майбутній напрямок розвитку [Архівовано 2 серпня 2014 у Wayback Machine.] можна спостерігати та обговорювати на OpenProject development platform [Архівовано 9 березня 2022 у Wayback Machine.]. 
Крім розробки нових функцій, в процесі рефакторінга реалізуються наступні технічні завдання:
- розробка нового API v3 [Архівовано 4 березня 2017 у Wayback Machine.];
- перебудова модуля робочого пакета з AngularJS як Single-page application;
- перебудова CSS структури з використанням CSS framework Foundation for Apps.

## Нагороди
У серпні 2011 року OpenProject виграв перший приз в категорії «Краща практика» на змаганнях із відкритим вихідним кодом  Berlin Technology Foundation "Berlin's future is open".